# Ladi Kwali
Ladi Kwali, née en 1925 à Kwali et morte le 12 août 1984 à Minna, est une potière nigériane auteure d'une synthèse originale entre les techniques traditionnelles africaines et la poterie d'art occidentale.

## Biographie
Elle est née dans le village de Kwali, dans le nord du Nigéria, où la poterie était une activité féminine traditionnelle. Elle l'a apprise dans son enfance, en utilisant la méthode traditionnelle au colombin. Elle réalisait de grandes jarres pour contenir l'eau et des pots à cuire à partir de rubans d'argile, battus par l'intérieur avec une planchette de bois. Ces poteries étaient décorées par incision de motifs géométriques et figuratifs stylisés. Ils étaient ensuite cuits selon la méthode traditionnelle africaine, dans des feux de végétation sèche.

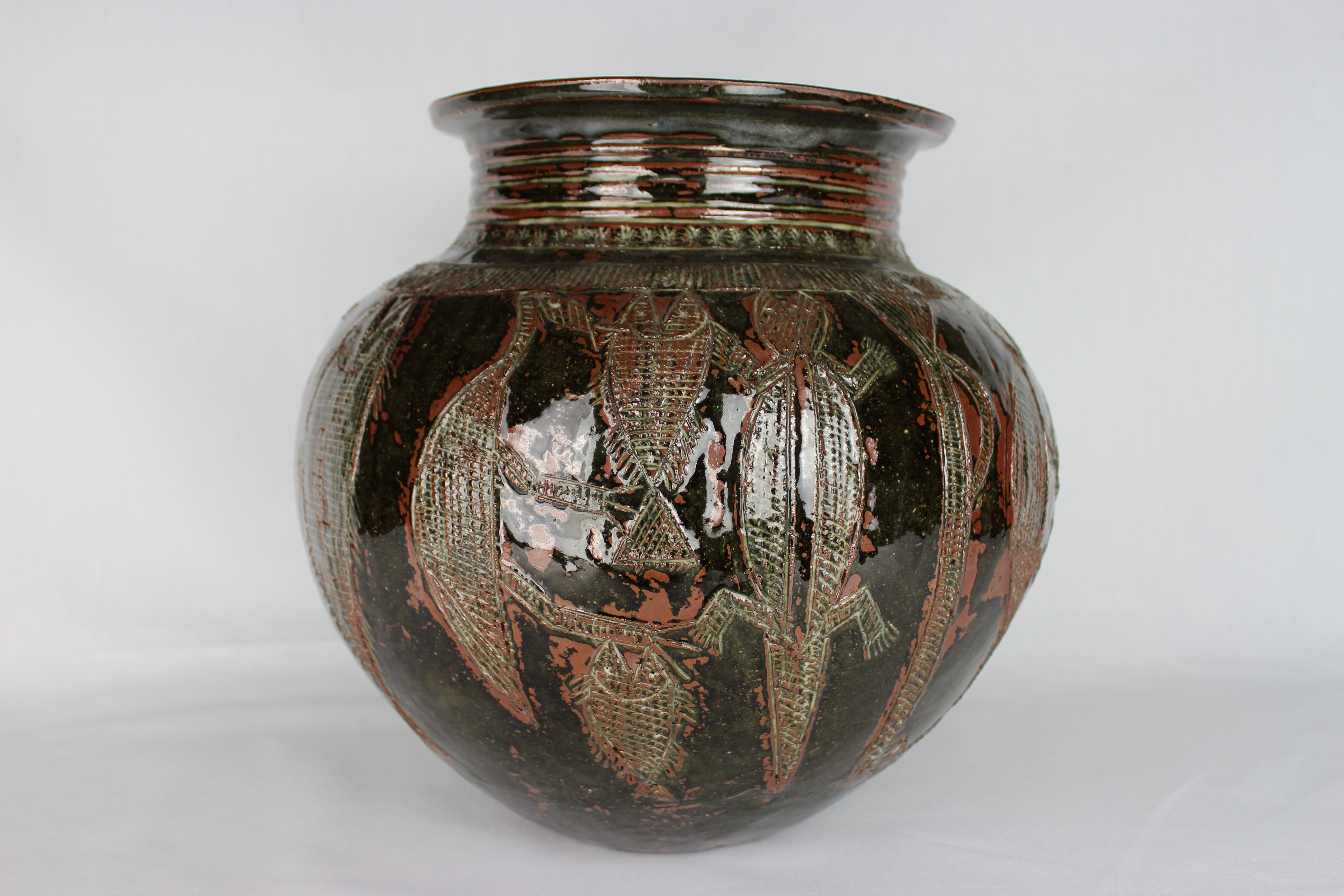
Pot réalisé par Ladi Kwali et conservé à la York Art Gallery.

Ses pots ont été remarqués pour la beauté de leurs formes et de leur décoration. Plusieurs ont été achetés par l'Émir d'Abuja, Alhaji Suleiman Barau, dans le palais duquel ils ont été remarqués par le potier britannique Michael Cardew (en) en 1950. En 1954, Ladi Kwali a intégré le centre de formation en poteries de Cardew à Abuja, où elle était la seule femme, et où elle a appris à travailler au tour. Elle a fait des plats, des bols et des gobelets décorés de sgraffite, tout en continuant à produire des pots selon ses techniques traditionnelles de fabrication et de décoration. La plupart de ceux-ci étaient glaçurés et cuits dans un four à haute-température, représentant une intéressante hybridation entre la tradition africaine et la poterie d'art occidentale.
Grâce à ses contacts avec Cardew, Ladi Kwali et son œuvre sont devenues connues en Europe et aux Amériques. À la fin des années 1950 et au début des années 1960, son travail a été exposé avec un grand succès aux Berkeley Galleries de Londres. Devenue la potière nigériane la plus connue, elle a été faite membre de l'ordre de l'Empire britannique en 1962 et, quoique illettrée, a reçu en 1977 un doctorat de l'université Ahmadu-Bello de Zaria, où elle a donné des cours et fait des démonstrations. L'atelier de poterie d'Abuja a été renommé Ladi Kwali Pottery et une importante rue de la ville a pris le nom de Ladi Kwali Road.

## Récompenses
Elle a été faite membre de l'ordre de l'Empire britannique en 1962. Elle a également été nommée officière dans l'Ordre du Niger en 1981 et apparaît au verso du billet nigérian de 20 nairas,.